# Краљевина Дарданија
Краљевина Дарданија је назив независне државе која је постојала на Балканском полуострву у античко доба.
Држава је чинила неку врсту конфедерације са заједничком подлогом етничког елемента низа племена која су учествовала у тој заједници.
Дарданци су имали централизовану власт која се манифестовала у облику једног владара. Тада је на подручју Косова и Северне Македоније вођа Бардилеј ујединио сва племена и створио Краљевину Дарданију.
Свој положај је ојачао и савезом са Дионизијем Сиракушким који му пружа додатну сигурност у виду војне помоћи.
Први дардански краљ Бардил гине 358. године пне, када је заустављен од стране Спартанаца, приликом рата са Македонцима који су тај пораз искористили да се уједине са Епирцима и Пеонцима у покушају да ослободе своје територије. Ту савезничку војску је предводио Филип II.
Своју моћ дардански краљ Лонгар показује 279. п. н. е., у време када је нудио војну помоћ од 20.000 војника македонском Птолемеју Керауну за борбу против најезде Келта ради стварања савеза против њих.
За време његове владавине краљевство досеже највећи опсег и постаје највећа сила на тим просторима.
Дарданци су прве контакте са Римљанима успоставили 200. године п. н. е. када су са њима склопили договор против заједничког непријатеља, Македоније.
Независна Краљевина Дарданија је постојала све до прве половине 2. века п. н. е, када је покоравају најпре Македонци, а потом Римљани.

## Владари
- Бардил, краљ (395-358. п. н. е.)
- Лонгар, краљ (3. век п. н. е.)
- Бато, краљ (3-2. век п. н. е.)
- Монун, краљ (2. век п. н. е.)
- Теута, владарка (2. век п. н. е.), Монуниусова ћерка

## Наслеђе
Римљани су подручје некадашње Дарданске краљевине првобитно укључили у провинцију Горњу Мезију и територијално се налазила на самом југу и постала граница провинције на западу, а границе су јој биле оивичене данашњом линијом Ђаковица - Пећ - Нови Пазар - Ивањица - Чачак. У каснијем периоду формирали посебну провинцију Дарданију. Једна од градских четврти данашње Приштине на Косову и Метохији названа је Дарданија, по овој античкој земљи.